# Afodillsläktet
Afodillsläktet (Asphodelus) är ett släkte med blommande växter i familjen afodillväxter (Asphodelaceae).

## Systematik och utbredning

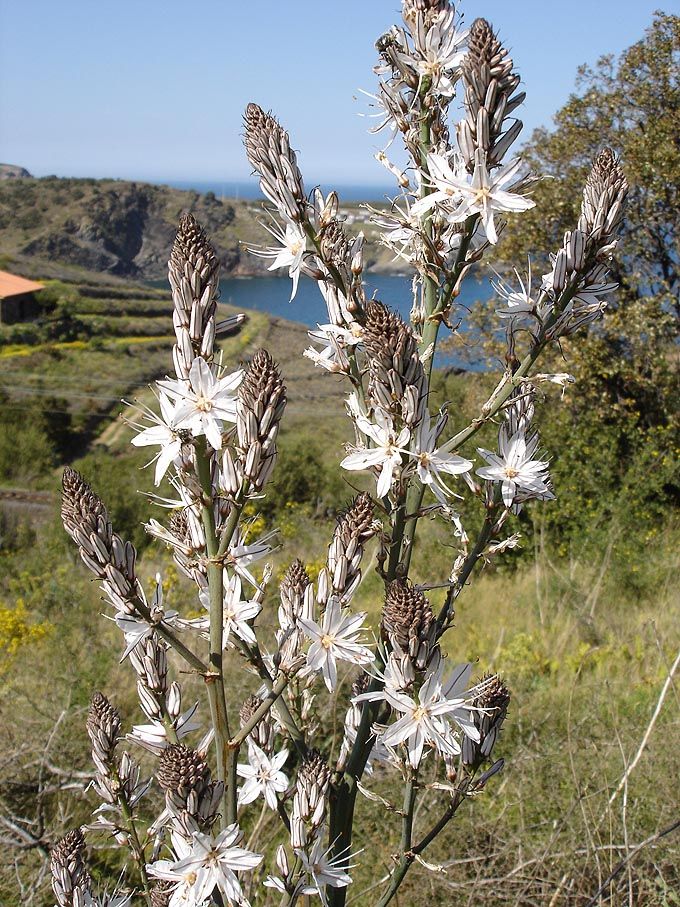
Asphodelus ramosus

Släktet, som också har det svenska namnet afodiller, omfattar 12 arter som förekommer naturligt från sydvästra Europa till Nordafrika, Mellanöstern och Indien. Naturaliserad på många andra platser. Släktnamnet Asphodelus kommer av grekiskans "asphodelos", som var dödsriket, Hades blomma.

### Förekomst i Sverige
Några arter kan odlas som prydnadsväxter i sydligaste Sverige.

## Biologi
Dessa växter är ett- till fleråriga örter med tjocka jordstammar. Bladen är många, basala, linjära, cylindriska eller platta med hinnartad bas. Blomstängeln är solid eller ihålig. Blommorna sitter i en klase eller grenig klase med stödblad. Kalkblad sex med en tydligt mittnerv. Frukten är en trerummig kapsel. 

## Arter
Arter enligt Catalogue of Life och Dyntaxa:
- Asphodelus acaulis
- Asphodelus aestivus
- afodill
- Asphodelus ayardii
- Asphodelus bakeri
- Asphodelus bento-rainhae
- Asphodelus cerasiferus
- pip-afodill
- Asphodelus gracilis
- Asphodelus lusitanicus
- Asphodelus macrocarpus
- Asphodelus ramosus
- Asphodelus refractus
- Asphodelus roseus
- Asphodelus serotinus
- Asphodelus tenuifolius
- Asphodelus viscidulus